# Pagus de Brabant
Pour les articles homonymes, voir Brabant.
Le pagus de Brabant est un pagus créé par l'administration franque dans la civitas des Nerviens, au début du VIIe siècle. Il fit partie de la Lotharingie à partir du IXe siècle. Il fut ensuite morcelé : le comte de Flandre et le comte de Hainaut s'emparèrent de sa partie occidentale ; le reste passa à une branche de la famille des Régnier, qui l'unit à une partie de la Hesbaye pour créer le duché de Brabant.

## Étendue et divisions

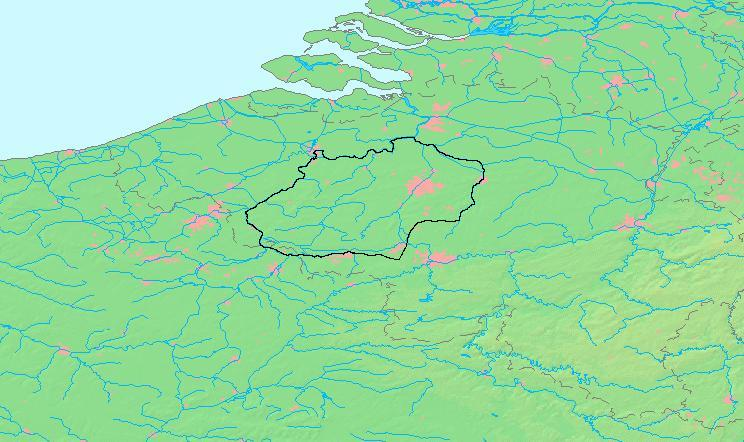
Limites approximatives du pagus primitif de Brabant, d'après Léon Vanderkindere.

Les limites primitives du grand pagus de Brabant étaient toutes naturelles : au nord et à l'ouest l'Escaut, au sud la Haine, à l'est la forêt Charbonnière et la Dyle. De bonne heure, le Hainaut a empiété sur une partie de la rive droite de la Haine, et de même à l'ouest de Louvain, la Hesbaye s'avançait sur la rive gauche de la Dyle jusque vers Meerbeek. Le pagus de Brabant se renfermait tout entier dans le diocèse de Cambrai.
À l'époque du traité de Meerssen (870), le Brabant était partagé en quatre comtés. Ils devaient probablement répondre à des divisions naturelles, comme les rivières et les bois.
La Dendre coulant du sud au nord coupait l'ancien Brabant en deux parties presque égales ; elle séparait le comté d'Alost du comté de Bruxelles. La Maerke, qui, prenant sa source à Ellezelles, passe à Maarke-Kerkem et se jette dans l'Escaut en amont d'Audenarde, limitait au sud le comté d'Alost. Entre ce ruisseau et la Haine s'étendait le Brabant wallon.
La Marcq qui a son origine à Marcq, près d'Enghien, et son embouchure dans la Dendre entre Lessines et Grammont traçait d'autre part la limite entre le Brabant wallon et le doyenné de Hal qui correspondait au quatrième comté.
Enfin, le comté ou doyenné de Bruxelles était séparé du doyenné de Hal par la forêt de Soignes, reste de la forêt Charbonnière, qui couvrait le pays de la Dyle à la Senne, et par le ruisseau de Bellebeek qui rejoint la Dendre à la hauteur de Denderleeuw.
On obtient ainsi les quatre territoires auxquels fait allusion le traité de 870 : le Brabant wallon (doyennés de Chièvres, de Lessines, de Saint-Brixe), le futur comté d'Alost (doyenné d'Alost, de Grammont et de Pamele), le doyenné de Bruxelles et le doyenné de Hal.

## Histoire
-Bant- est un élément germanique signifiant "lien" mais aussi "zone" (on peut faire le parallèle avec le latin zona qui signifie ceinture et a donné le mot zone), qu'on retrouve dans Ostrevent (ou Ostrevant), Brabant, Teisterbant, Caribant (ou Carembault), dans le nom de nombreux villages (Bant, Braibant, Swifterbant, etc.) et des noms de famille (Stroobant).

### Brabant wallon
Dans le Brabant wallon est mentionné à Chièvres un comte Egbert, contemporain du duc Gislebert (928-939) et de l'évêque Étienne Ier de Cambrai (909-934).
Il semble avoir eu pour successeur Heribrand de Mainvault (à l'ouest d'Ath), qui avait épousé Reinvidis, sœur de saint Guibert et qu'il s'allia au comte Robert de Namur pour envahir les domaines de l'abbaye de Gembloux.
Si ce personnage est authentique et qu'il fut réellement doté du pouvoir comtal, il faut considérer Egbert et Heribrant comme les prédécesseurs dans le Brabant wallon de Godefroid de Verdun, auquel Otton Ier confia la défense de cette marche occidentale dite comté d'Ename. Hermann, fils de Godefroid, transmit ce territoire à sa fille qui épousa Régnier V de Hainaut.

### Comté d'Alost
La région entre l'Escaut et la Dendre fut au Xe siècle attribuée par Otton Ier aux comtes allemands de Gand : Wichmann, Thierry II, Arnoul, Thierry III. Comme partie de la marche d'Ename, cette partie du pagus de Brabant était attribuée aux comtes de Verdun. Entre 1047-1054, Baudouin V rebellait contre l'Empire pour obtenir le pays jusqu'à la Dendre, mais il n'en reçoit l'investiture que vers 1062, par l'intervention de l'évêque Annon II de Cologne, tuteur minoritaire de Henri IV. Désormais cette région s'appellera le comté d'Alost.

### Doyennés de Hal et de Bruxelles
En 978, on site dans le Brabant oriental un comte Jean, qui fut bienfaiteur de Nivelles auquel il donné Tongrinne et Loupoigne, situés en dehors du Brabant primitif, dans la partie du Darnau qui de très bonne heure y fut rattachée.
La famille des Régnier était maîtresse au Xe siècle d'une partie du Brabant, vraisemblablement des doyennés (ou comtés) de Hal et de Bruxelles.
Bruxelles demeura comme douaire à Gerberge, veuve de Gislebert, qui fit passer au second fils qu'elle eut de Louis d'Outre-Mer, Charles, devenu en 977 duc de Basse-Lotharingie. Par son mariage avec Gerberge, fille de Charles, Lambert de Louvain entra en possession de ce territoire. Il est possible et même probable que son beau-frère, le jeune Otton, l'avait eu dans l'intervalle.

### Le morcellement du Brabant
Vers la fin du XIe siècle, l'ancien Brabant était donc complètement morcelé ; toute sa portion occidentale appartenait au comte de Flandre et au comte de Hainaut, et celui-ci, en sa qualité d'abbé de Sainte-Waudru, avait même occupé la plus grande partie du doyenné (ou comté) de Hal. Le comté de Bruxelles, uni au comté hesbignon de Louvain dans les mains des descendants des Régnier, allait toutefois faire revivre le nom du Brabant et lui donner un vif éclat.